# 메틸기전이효소
메틸기전이효소(영어: methyltransferase) 또는 메틸트랜스퍼레이스는 기질을 메틸화하는 반응을 촉매하는 효소이며, 구조적 특징에 따라 여러 하위 부류로 나눌 수 있는 효소들의 큰 그룹이다. 메틸화효소(영어: methylase) 또는 메틸레이스라고도 한다. 가장 일반적인 메틸기전이효소의 부류는 클래스 I이며, 클래스 I은 S-아데노실메티오닌(SAM)에 결합하기 위한 로스만 접힘을 포함하고 있다. 클래스 II 메틸기전이효소는 SET 도메인을 포함하며, 예로는 히스톤 메틸기전이효소의 SET 도메인이 있다. 클래스 III 메틸기전이효소는 막에 결합되어 있다. 메틸기전이효소는 또한 메틸기 전이 반응에서 다른 기질들을 사용하는 다른 유형으로 구분될 수 있다.

## 같이 보기
- 전이효소
- 인산기전이효소
- 아미노기전이효소
- 탈메틸화효소